# Metabo

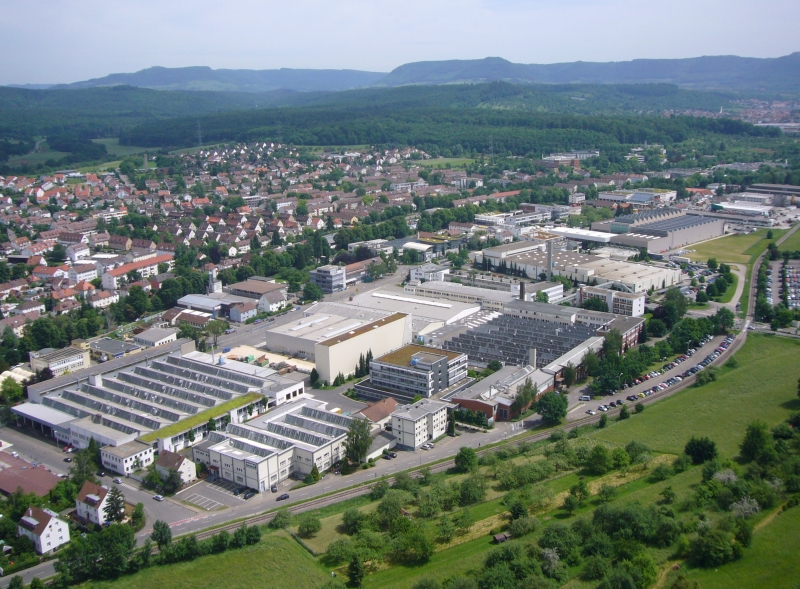
Luchtfoto Metabo Hoofdkantoor in Nürtingen

Metabowerke GmbH in Nürtingen is een producent van professioneel elektrisch gereedschap en aanbieder van toebehoren voor professionele gebruikers. Onder de merknaam Metabo biedt de producent een volledig assortiment machines en toebehoren aan, vooral voor de kerndoelgroepen metaal en industrie alsmede bouw en renovatie. 
Metabo werd in 1924 opgericht in het Schwäbische Nürtingen. De productie vindt plaats in de hoofdvestiging Nürtingen en in het Chinese Shanghai. De naam is afgeleid van het Duitse Metallbohrdreher ('metaalboormachine').
Metabo is onderdeel van bij KOKI Holdings en biedt een breed spectrum van elektrisch gereedschap aan.

## Geschiedenis
In 1923 bouwde Albrecht Schnizler in Nürtingen in de ouderlijke bakkerij de eerste handboormachine. De machine onder de benaming No. 18 is meer dan 50.000 keer verkocht. In 1924 werd Schnizler GmbH opgericht. Medeoprichter Julius Closs, eigenaar van de voormalige Sonnenbrauerei in Nürtingen. Het bedrijf verhuisde naar het gebouw van de Sonnenbrauerei in de Kirchstraße, welke voortkwam uit de voormalige Nürtinger Reiter-kazerne. In 1927 werd Walter Rauch Salesmanager. Met de oprichting van "Metabowerke GmbH" in 1932 werd hij partner.
In de late herfst van 1945 brandde de fabriek, die tijdens de oorlog slechts geringe schade had geleden, tot 75% af en werd herbouwd tot 1948.
De snelle groei van het bedrijf maakte een verplaatsing van het hoofdkantoor noodzakelijk. In 1953 begon Metabo daarom in het Industriegebied Steinach een nieuwe fabriek te bouwen. In 1969, bij de voltooiing van het nieuwe kantoorgebouw, werd de verplaatsing van het bedrijf naar de huidige locatie eindelijk voltooid.
In 1999 begon de Metabogroep zich te hergroeperen, de firma Elektra Beckum in Meppen werd overgenomen. In 2004 reorganiseerde Metabo zijn productie-fabrieken en opende de fabriek in Shanghai. In 2006 ging Elektra Beckum volledig op in Metabo. In 2010 werd de reorganisatie van de productiefaciliteiten voltooid met de verkoop van de fabriek in Meppen.

### Huidige onderneming
Na de fase van herstructurering concentreert Metabo zich op de kerndoelgroepen Metaal en industrie en Bouw en renovatie. Metabo heeft 23 verkoopmaatschappijen en meer dan 100 importeurs. Het exportquotum was in 2017 80%.
Metabo was tot november 2015 grotendeels in handen van het Franse Private-Equity-fonds Checkers Capital, nadat de founding families hun aandelen in 2012 hebben verkocht. In november 2015 werd Metabo aan het Japanse Hitachi verkocht.
Wereldwijd werken er 2.000 mensen voor Metabo. Het bedrijf had in 2018 een omzet van 493 miljoen euro.

## Producten
Essentiële producten en innovaties volgens eigen gegevens zijn:
- 1934 – Elektrische handboormachine Metabo No. 750 (120 watt vermogen, boor-Ø 6,5 mm, toerental 1200 rpm)
- 1957 – Metabo Typ 76108, een in serie geproduceerde klopboormachine
- 1966 – Haakse slijper met nieuwe veiligheidskoppeling Metabo S-automatic
- 1969 – Klopboormachine met elektronische toerentalregeling
- 1981 – Klopboormachine van 1000 watt met constant toerental
- 2000 – Haakse slijper met Metabo Marathon-Motor
- 2002 – Compacte accu-schroefmachine 'Power Grip'
- 2010 – Compleet assortiment voor de bewerking van roestvast staal
- 2011 – Accu-kernboren
- 2012 – Accu-pack met 4,0 Ah en Ultra-M-Technologie
- 2013 – Accu-pack met 5,2 Ah, Platkopslijper
- 2014 – Compacte haakse slijpers van 900 tot 1700 watt
- 2015 – LiHD-accu-technologie
- 2016 – Grote haakse accu-slijper op 36 volt met 230mm-slijpschijf
- 2018 – Introductie van de nieuwe LiHD-accu-packs met 4,0 en 8,0 Ah
- 2018 – Metabo richt samen met acht andere fabrikanten het accusysteem CAS (Cordless Alliance System) op

De onderneming is in het bezit van meer dan 500 octrooien en beschermde modellen
Een groot aantal van de gefabriceerde machines draagt de red dot design award.

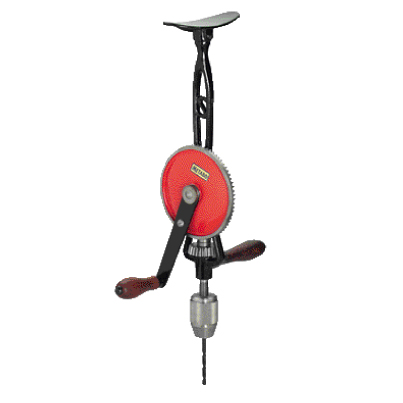
Metabo handboormachine No. 18
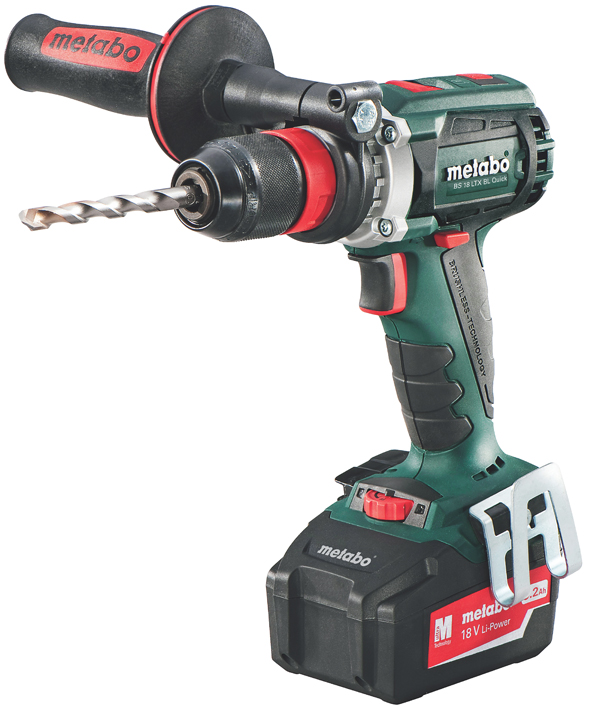
Brushless Metabo accu-boorschroefmachine BS 18 LTX BL Quick
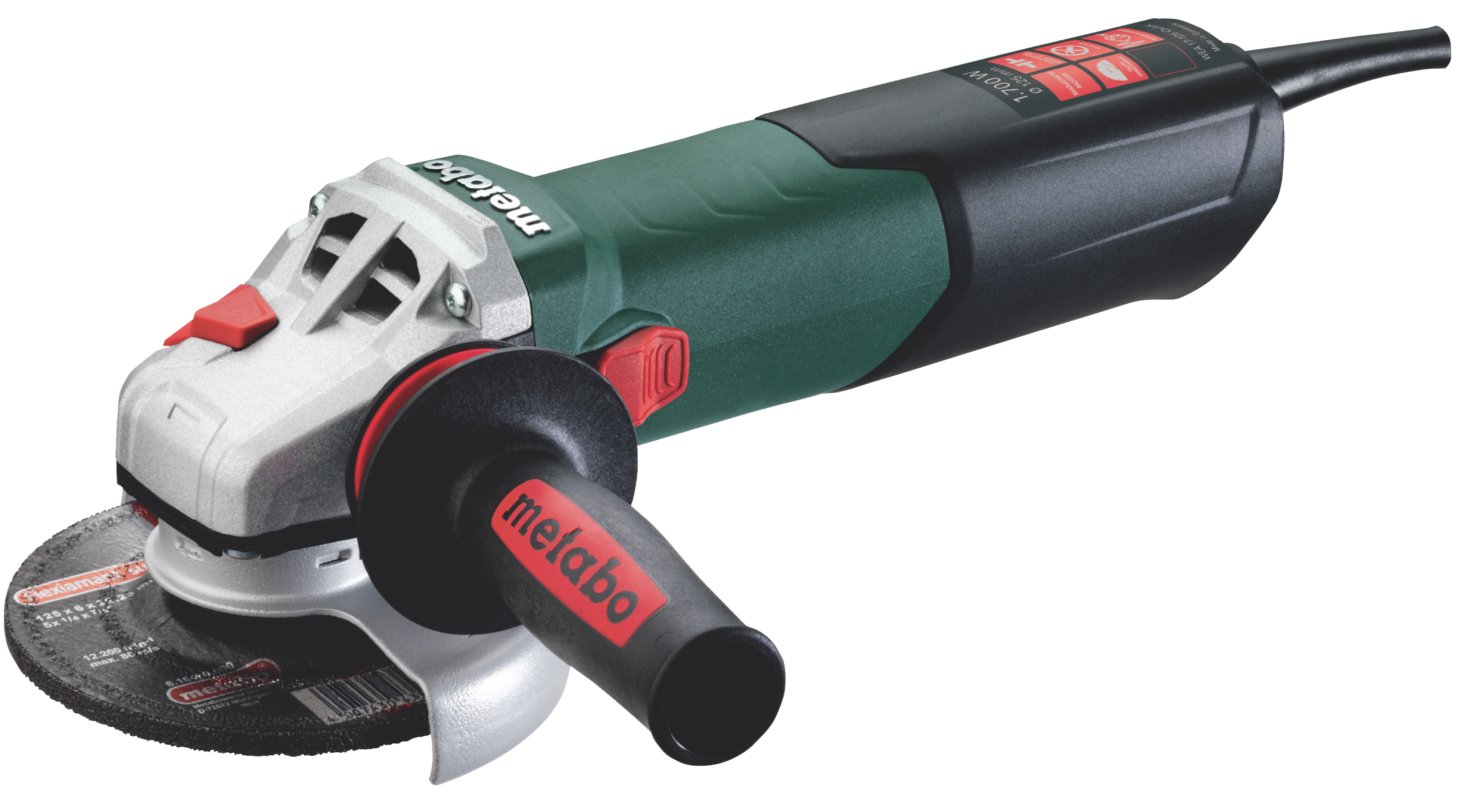
Metabo 1700 watt haakse slijper WEA 17-125 Quick